# La Roca (programa de televisión)
La Roca es un magacín de televisión presentado por Nuria Roca, y producido por Cuarzo Producciones para La Sexta. Se estrenó el 10 de octubre de 2021 y se emite cada fin de semana de 15:30 a 20:00.

## Historia
Tras el final de Liarla Pardo, por la marcha de Cristina Pardo a Más vale tarde, La Sexta anunció un nuevo magacín presentado por Nuria Roca, que fue estrenado el 10 de octubre de 2021.
Desde el comienzo de la temporada televisiva 2025-2026, el programa dobla su emisión, pasando a emitirse también en la tarde del sábado.

## Formato
El magacín se presentó como un programa de sello personal, producido por Atresmedia Televisión en colaboración con Cuarzo Producciones. En él, se tratan temas en directo como la música, la actualidad, la cultura, el cine o la televisión con un tono más desenfadado, incluyendo tertulias, reportajes, conexiones en directo y entrevistas en plató.

## Equipo

### Presentadores
Presentadora titular
     Presentador sustituto
| Presentador/a | Información                         | La Sexta | La Sexta | La Sexta | La Sexta | La Sexta |                                     |
| Presentador/a | Información                         | 2021     | 2022     | 2023     | 2024     | 2025     | Programas                           |
| ------------- | ----------------------------------- | -------- | -------- | -------- | -------- | -------- | ----------------------------------- |
| Nuria Roca    | Presentadora de televisión y actriz |          |          |          |          |          | Programas 1-13; 15-47; 49-65; 67-¿? |
| Juan del Val  | Escritor y periodista               |          |          |          |          |          | Programas 14; 48; 66; 112           |

### Colaboradores

#### Entretenimiento
| Colaborador/a    | Información                              | La Sexta | La Sexta | La Sexta | La Sexta |
| Colaborador/a    | Información                              | 2021     | 2022     | 2023     | 2024     |
| ---------------- | ---------------------------------------- | -------- | -------- | -------- | -------- |
| Berni Barrachina | Comunicador y guionista                  |          |          |          |          |
| Gonzalo Miró     | Colaborador de televisión                |          |          |          |          |
| Juan del Val     | Escritor y periodista                    |          |          |          |          |
| Nacho García     | Cómico y guionista                       |          |          |          |          |
| Sara Ramos       | Periodista                               |          |          |          |          |
| Carmen Lomana    | Empresaria y colaboradora de teleivisión |          |          |          |          |
| Pilar Vidal      | Periodista y colaboradora de teleivisión |          |          |          |          |

#### Actualidad social
| Colaborador/a              | Información            | La Sexta | La Sexta | La Sexta | La Sexta |
| Colaborador/a              | Información            | 2021     | 2022     | 2023     | 2024     |
| -------------------------- | ---------------------- | -------- | -------- | -------- | -------- |
| Carla Antonelli            | Política y actriz      |          |          |          |          |
| Cayetano Martínez de Irujo | Duque de Arjona        |          |          |          |          |
| Elvira Lindo               | Escritora              |          |          |          |          |
| Javier Nart                | Político               |          |          |          |          |
| Rosa Villacastín           | Periodista y escritora |          |          |          |          |

#### Actualidad política
| Colaborador/a         | Información            | La Sexta | La Sexta | La Sexta | La Sexta |
| Colaborador/a         | Información            | 2021     | 2022     | 2023     | 2024     |
| --------------------- | ---------------------- | -------- | -------- | -------- | -------- |
| Ángel Antonio Herrera | Periodista y escritor  |          |          |          |          |
| Ángeles Caballero     | Periodista             |          |          |          |          |
| Antonio Naranjo       | Periodista             |          |          |          |          |
| Rafa Latorre          | Periodista             |          |          |          |          |
| Nativel Preciado      | Periodista y escritora |          |          |          |          |
| Tania Sánchez         | Política               |          |          |          |          |
| Ramón Espinar         | Expolítico             |          |          |          |          |
| Fernando Garea        | Periodista             |          |          |          |          |

#### Colaboradores en sección
| Colaborador/a       | Información                          | La Sexta | La Sexta | La Sexta | La Sexta |
| Colaborador/a       | Información                          | 2021     | 2022     | 2023     | 2024     |
| ------------------- | ------------------------------------ | -------- | -------- | -------- | -------- |
| Francisco Cacho     | Meteorólogo                          |          |          |          |          |
| Ricardo Moure       | Científico                           |          |          |          |          |
| Cristina Plaza      | Periodista                           |          |          |          |          |
| Alejandra Hernández | Historiadora, profesora e influencer |          |          |          |          |
| Marta Critikian     | Locutora de radio                    |          |          |          |          |
| Rafa Rodrigo        | Periodista                           |          |          |          |          |

### Reporteros
| Reportero/a   | Información | La Sexta | La Sexta | La Sexta | La Sexta |
| Reportero/a   | Información | 2021     | 2022     | 2023     | 2024     |
| ------------- | ----------- | -------- | -------- | -------- | -------- |
| María Álvarez | Periodista  |          |          |          |          |
| Laura Arribas | Periodista  |          |          |          |          |

#### Antiguos
| Colaborador/a             | Información              | La Sexta | La Sexta | La Sexta | La Sexta |
| Colaborador/a             | Información              | 2021     | 2022     | 2023     | 2024     |
| ------------------------- | ------------------------ | -------- | -------- | -------- | -------- |
| David Botello             | Divulgador y presentador |          |          |          |          |
| Antonio Campos            | Periodista               |          |          |          |          |
| Antonia San Juan          | Actriz                   |          |          |          |          |
| Javier Fernández Panadero | Científico y profesor    |          |          |          |          |
| Juanma Lamet              | Periodista               |          |          |          |          |
| Julián Reyes              | Coach en comunicación    |          |          |          |          |
| Marc Vidal                | Economista y divulgador  |          |          |          |          |
| Noelia Adánez             | Doctora                  |          |          |          |          |
| Fede Arias                | Reportero                |          |          |          |          |
| Santi García Cremades     | Matemático               |          |          |          |          |
| Mario Alonso Puig         | Doctor                   |          |          |          |          |
| Patricia Cerezo           | Periodista               |          |          |          |          |

## Temporadas y programas
| Temporada | Temporada | Programas | Estreno                  | Final               | Audiencia media | Audiencia media | Audiencia media |
| Temporada | Temporada | Programas | Estreno                  | Final               | Espectadores    | Cuota           |                 |
| --------- | --------- | --------- | ------------------------ | ------------------- | --------------- | --------------- | --------------- |
|           | 1         | 35        | 10 de octubre de 2021    | 26 de junio de 2022 | 477 000         | 4,3%            |                 |
|           | 2         | 39        | 11 de septiembre de 2022 | 25 de junio de 2023 | 422 000         | 4,0%            |                 |
|           | 3         | 40        | 10 de septiembre de 2023 | 30 de junio de 2024 | 427 000         | 4,5%            |                 |
|           | 4         | 40        | 15 de septiembre de 2024 | 6 de julio de 2025  | 430.000         | 4,57%           |                 |
| Media     | Media     | ¿?        | 2021                     | TBA                 |                 |                 |                 |

### Temporada 1 (2021-22)
| 1  | 1  | 10/10/2021 | Pablo Motos, Mercedes Milá y Carlos Latre                                        | 452 000 (4,6%) |
| 2  | 2  | 17/10/2021 | Ana Pastor, José Corbacho y Alberto Chicote                                      | 398 000 (3,7%) |
| 3  | 3  | 24/10/2021 | Gonzo, Fernando Romay y Mónica García                                            | 424 000 (3,8%) |
| 4  | 4  | 31/10/2021 | Ana Milán, Ramón García y Mónica Oltra                                           | 529 000 (4,7%) |
| 5  | 5  | 07/11/2021 | Bertin Osborne, Cristina Almeida y El mago Yunke                                 | 486 000 (4,1%) |
| 6  | 6  | 14/11/2021 | Miguel Bosé, Sergio Dalma y Pepón Nieto                                          | 540 000 (4,7%) |
| 7  | 7  | 21/11/2021 | Lolita Flores, Pimpinela y Alberto Chicote                                       | 477 000 (3,9%) |
| 8  | 8  | 28/11/2021 | José Sacristán, Luis Rojas-Marcos, María Barranco, Luis Piedrahíta e Iñaki Lopez | 617 000 (4,8%) |
| 9  | 9  | 05/12/2021 | Martín Berasategui, Robin Food, Esperanza Aguirre, José Bono y Antonio Garrido   | 428 000 (3,7%) |
| 10 | 10 | 12/12/2021 | Miguel Ángel Revilla, Roberto Leal y Vanesa Martín                               | 505 000 (4,3%) |
| 11 | 11 | 19/12/2021 | Baltasar Garzón, Juan del Val y Miguel Ángel Muñoz                               | 510 000 (4,2%) |
| 12 | 12 | 09/01/2022 | Juana Acosta, José Mercé y Pablo Carbonell                                       | 563 000 (4,4%) |
| 13 | 13 | 16/01/2022 | Peridis, María Peláe, NIA, Jalis de la Serna y Aitana Sánchez-Gijón              | 540 000 (4,2%) |
| 14 | 14 | 23/01/2022 | Cayetana Guillén Cuervo, Emma Ozores y Gonzo                                     | 526 000 (4,1%) |
| 15 | 15 | 30/01/2022 | Emiliano García-Page, Jorge Blass, Karina, Máximo Huerta y Antonio Orozco        | 436 000 (3,6%) |
| 16 | 16 | 06/02/2022 | Los Morancos, Loles León, Isabel Allende y Gonzo                                 | 518 000 (4,5%) |
| 17 | 17 | 13/02/2022 | Rayderley Zapata y Sara Escudero                                                 | 531 000 (4,5%) |
| 18 | 18 | 20/02/2022 | Miguel Ríos, Jordi Évole y Vicente Vallés                                        | 633 000 (5,5%) |
| 19 | 19 | 27/02/2022 | Jordi Évole, Eloy Azorín y Amaia Aberasturi                                      | 767 000 (6,8%) |
| 20 | 20 | 06/03/2022 | Yotuel Romero, Mamen Mendizábal, Beatriz Luengo y Lorena Castell                 | 715 000 (5,7%) |
| 21 | 21 | 13/03/2022 | Ángel León, Edu Soto y Ona Carbonell                                             | 679 000 (5,9%) |
| 22 | 22 | 20/03/2022 | Juan Echanove, Adriana Ugarte y María León                                       | 532 000 (4,4%) |
| 23 | 23 | 27/03/2022 | José Mercé y Supremme de Luxe                                                    | 539 000 (5,0%) |
| 24 | 24 | 03/04/2022 | Mario Alonso Puig, Malú, José Luis Martín Ovejero                                | 498 000 (4,3%) |
| 25 | 25 | 10/04/2022 | Manu Tenorio, Juan Echanove y Santiago Niño Becerra                              | 377 000 (3,8%) |
| 26 | 26 | 24/04/2022 | Luis Piedrahíta y Malú                                                           | 413 000 (3,9%) |
| 27 | 27 | 01/05/2022 | Manolo García                                                                    | 414 000 (4,5%) |
| 28 | 28 | 08/05/2022 | Secun de la Rosa, Mamen Mendizábal y Mario Alonso Puig                           | 399 000 (3,9%) |
| 29 | 29 | 15/05/2022 | Luz Casal, Daniel Diges y Javier Sardà                                           | 420 000 (4,3%) |
| 30 | 30 | 22/05/2022 | Mónica Carrillo                                                                  | 449 000 (4,3%) |
| 31 | 31 | 29/05/2022 | Ana Pastor y Melani Olivares                                                     | 350 000 (3,4%) |
| 32 | 32 | 05/06/2022 | Santiago Niño Becerra y La Bien Querida                                          | 349 000 (3,4%) |
| 33 | 33 | 12/06/2022 | Àlex Monner, Borja Soler, Chimo Bayo y Ana Pastor                                | 409 000 (4,0%) |
| 34 | 34 | 19/06/2022 | Máximo Huerta                                                                    | 419 000 (4,1%) |
| 35 | 35 | 26/06/2022 | Santiago Segura                                                                  | 438 000 (4,5%) |

### Temporada 2 (2022-23)
| Lista de episodios emitidos | Lista de episodios emitidos | Lista de episodios emitidos | Lista de episodios emitidos                                   | Lista de episodios emitidos |
| N.º                         | N.º                         | Fecha de emisión            | Invitados                                                     | Audiencia                   |
| --------------------------- | --------------------------- | --------------------------- | ------------------------------------------------------------- | --------------------------- |
| 36                          | 1                           | 11/09/2022                  | Joaquín Reyes y Rafa Sánchez de La Unión                      | 302 000 (3,2%)              |
| 37                          | 2                           | 18/09/2022                  | Amparo Larrañaga, Pablo Carbonell y Eva González              | 405 000 (4,3%)              |
| 38                          | 3                           | 25/09/2022                  | Nerea Barros, Ginés García Millán y Abril Zamora              | 424 000 (4,2%)              |
| 39                          | 4                           | 02/10/2022                  | Álvaro Morte, Kiko Veneno, Ariel Rot y Susana Rodríguez Gacio | 316 000 (3,3%)              |
| 40                          | 5                           | 09/10/2022                  | Zahara y Gonzo                                                | 402 000 (4,1%)              |
| 41                          | 6                           | 16/10/2022                  | Víctor Manuel                                                 | 364 000 (3,5%)              |
| 42                          | 7                           | 23/10/2022                  | Hiba Abouk, Sonsoles Ónega y Alberto San Juan                 | 422 000 (4,0%)              |
| 43                          | 8                           | 30/10/2022                  | Marta Sánchez y Miguel Lago                                   | 440 000 (4,4%)              |
| 44                          | 9                           | 06/11/2022                  | Karra Elejalde, Matías Janick, Guile Pelegrín y Carlos Latre  | 471 000 (4,4%)              |
| 45                          | 10                          | 13/11/2022                  | Garbiñe Muguruza, Josema Yuste y Gonzo                        | 471 000 (4,4%)              |
| 46                          | 11                          | 20/11/2022                  | Mina El Hammani, Alejo Sauras y Florentino Fernández          | 438 000 (3,6%)              |
| 47                          | 12                          | 27/11/2022                  | Tricicle y Antonio Carmona                                    | 453 000 (4,0%)              |
| 48                          | 13                          | 04/12/2022                  | Esteban González Pons y Rozalén                               | 436 000 (3,8%)              |
| 49                          | 14                          | 11/12/2022                  | El Langui, Antonio Garrido y Carlota García                   | 471 000 (4,0%)              |
| 50                          | 15                          | 18/12/2022                  | Mariano Barbacid y Canco Rodríguez                            | 232 000 (1,5%)              |
| 51                          | 16                          | 08/01/2023                  | Eduard Fernández                                              | 465 000 (3,8%)              |
| 52                          | 17                          | 15/01/2023                  | Jaime Lorente y Eduardo Casanova                              | 500 000 (4,4%)              |
| 53                          | 18                          | 22/01/2023                  | Adriana Ugarte y Rubén Ochandiano                             | 509 000 (4,4%)              |
| 54                          | 19                          | 29/01/2023                  | Antonia San Juan                                              | 561 000 (4,8%)              |
| 55                          | 20                          | 05/02/2023                  | Mario Alonso Puig                                             | 453 000 (4,2%)              |
| 56                          | 21                          | 12/02/2023                  | Jorge Lorenzo                                                 | 486 000 (4,4%)              |
| 57                          | 22                          | 19/02/2023                  | Goyo Jiménez                                                  | 515 000 (4,9%)              |
| 58                          | 23                          | 26/02/2023                  | Itziar Castro                                                 | 506 000 (4,6%)              |
| 59                          | 24                          | 05/03/2023                  | Martiño Rivas y Miriam Giovanelli                             | 442 000 (3,8%)              |
| 60                          | 25                          | 12/03/2023                  | Fran Perea                                                    | 463 000 (4,7%)              |
| 61                          | 28                          | 19/03/2023                  | Miguel Bosé                                                   | 485 000 (5,1%)              |
| 62                          | 27                          | 26/03/2023                  | Vicky Martín Berrocal                                         | 391 000 (4,0%)              |
| 63                          | 28                          | 02/04/2023                  | Javier Gutiérrez y Lucía Rivera                               | 381 000 (3,9%)              |
| 64                          | 29                          | 16/04/2023                  | Andy y Lucas                                                  | 358 000 (3,6%)              |
| 65                          | 30                          | 23/04/2023                  | Boris Izaguirre y Perico Delgado                              | 381 000 (3,7%)              |
| 66                          | 31                          | 30/04/2023                  | Niña Pastori                                                  | 339 000 (3,9%)              |
| 67                          | 32                          | 07/05/2023                  | Kira Miró, Gorka Otxoa y Borja Sémper                         | 352 000 (3,8%)              |
| 68                          | 33                          | 14/05/2023                  | Raphael y Melani Olivares                                     | 370 000 (3,7%)              |
| 69                          | 34                          | 21/05/2023                  | Jorge Sanz                                                    | 433 000 (4,2%)              |
| 70                          | 35                          | 28/05/2023                  | Macarena Gómez                                                | 441 000 (4,2%)              |
| 71                          | 36                          | 04/06/2023                  | Leonor Watling y Borja Cobeaga                                | 408 000 (4,1%)              |
| 72                          | 37                          | 11/06/2023                  | Mariano Peña y Pepe Viyuela                                   | 430 000 (4,4%)              |
| 73                          | 38                          | 18/06/2023                  | Javier Botet, Nieves Herrero y Brays Efe                      | 377 000 (3,9%)              |
| 74                          | 39                          | 25/06/2023                  | Belén Rueda y Luisa Martín                                    | 381 000 (4,1%)              |

### Temporada 3 (2023-24)
| Lista de episodios emitidos | Lista de episodios emitidos | Lista de episodios emitidos | Lista de episodios emitidos            | Lista de episodios emitidos |
| N.º                         | N.º                         | Fecha de emisión            | Invitados                              | Audiencia                   |
| --------------------------- | --------------------------- | --------------------------- | -------------------------------------- | --------------------------- |
| 75                          | 1                           | 10/09/2023                  | Maxi Iglesias                          | 427 000 (4,5%)              |
| 76                          | 2                           | 17/09/2023                  | Inma Cuesta                            | 390 000 (4,0%)              |
| 77                          | 3                           | 24/09/2023                  | José Coronado y Ana Torrent            | 444 000 (4,9%)              |
| 78                          | 4                           | 01/10/2023                  | Lydia Valentín                         | 420 000 (4,8%)              |
| 79                          | 5                           | 08/10/2023                  | Pitingo                                | 452 000 (5,0%)              |
| 80                          | 6                           | 15/10/2023                  | Fele Martínez y Laura Galán            | 457 000 (4,6%)              |
| 81                          | 7                           | 22/10/2023                  | María Peláe                            | 414 000 (3,9%)              |
| 82                          | 8                           | 29/10/2023                  | Loles León                             | 511 000 (4,8%)              |
| 83                          | 9                           | 05/11/2023                  | David Trueba y Carolina Yuste          | 498 000 (4,8%)              |
| 84                          | 10                          | 12/11/2023                  | Alfonso Bassave                        | 555 000 (5,3%)              |
| 85                          | 11                          | 19/11/2023                  | Coque Malla                            | 594 000 (5,7%)              |
| 86                          | 12                          | 26/11/2023                  | Adrián Lastra                          | 494 000 (4,7%)              |
| 87                          | 13                          | 3/12/2023                   | Fernando Tejero                        | 541 000 (5,0%)              |
| 88                          | 14                          | 10/12/2023                  | Carmen Lomana                          | 565 000 (5,3%)              |
| 89                          | 15                          | 17/12/2023                  | Juan del Val                           | 464 000 (4,5%)              |
| 90                          | 16                          | 07/01/2024                  | Sonsoles Ónega                         | 475 000 (4,3%)              |
| 91                          | 17                          | 14/01/2024                  | Silvia Abril                           | 503 000 (4,6%)              |
| 92                          | 18                          | 21/01/2024                  | Eva Hache                              | 470 000 (4,3%)              |
| 93                          | 19                          | 28/01/2024                  | Lola Rodríguez                         | 434 000 (4,3%)              |
| 94                          | 20                          | 04/02/2024                  | Alberto Chicote                        | 443 000 (4,5%)              |
| 95                          | 21                          | 11/02/2024                  | Martina Klein                          | 535 000 (5,0%)              |
| 96                          | 22                          | 18/02/2024                  | Boticaria García                       | 483 000 (4,9%)              |
| 97                          | 23                          | 25/02/2024                  | Natalia Sánchez y Alain Hernández      | 553 000 (5,1%)              |
| 98                          | 24                          | 03/03/2024                  | Pepa Aniorte y Juanlu González         | 478 000 (4,5%)              |
| 99                          | 25                          | 10/03/2024                  | Sandra Sabatés                         | 469 000 (4,3%)              |
| 100                         | 26                          | 17/03/2024                  | Pitingo                                | 413 000 (4,3%)              |
| 101                         | 27                          | 23/03/2024                  | Maggie Civantos                        | 436 000 (4,6%)              |
| 102                         | 28                          | 06/04/2024                  | Mamen Mendizabal y Ginés García Millán | 408 000 (4,3%)              |
| 103                         | 29                          | 14/04/2024                  | Anabel Alonso                          | 395 000 (4,5%)              |
| 104                         | 30                          | 21/04/2024                  |                                        | 403 000 (4,3%)              |
| 105                         | 31                          | 28/04/2024                  | Mamen Mendizabal                       | 504 000 (5,1%)              |
| 106                         | 32                          | 04/05/2024                  |                                        | 392 000 (4,3%)              |
| 107                         | 33                          | 12/05/2024                  |                                        | 388 000 (4,2%)              |
| 108                         | 34                          | 19/05/2024                  |                                        | 516 000 (5,3%)              |
| 109                         | 35                          | 26/05/2024                  |                                        | 471 000 (5,1%)              |
| 110                         | 36                          | 02/06/2024                  |                                        | 319 000 (3,5%)              |
| 111                         | 37                          | 09/06/2024                  |                                        | 434 000 (4,3%)              |
| 112                         | 38                          | 16/06/2024                  |                                        | 402 000 (4,3%)              |
| 113                         | 39                          | 23/06/2024                  |                                        | 433 000 (4,7%)              |
| 114                         | 40                          | 30/06/2024                  |                                        | 324 000 (3,4%)              |

### Temporada 4 (2024-25)
| Lista de episodios emitidos | Lista de episodios emitidos | Lista de episodios emitidos | Lista de episodios emitidos | Lista de episodios emitidos | Lista de episodios emitidos |
| N.º                         | N.º                         | Fecha de emisión            | Invitados                   | Audiencia                   |                             |
| --------------------------- | --------------------------- | --------------------------- | --------------------------- | --------------------------- | --------------------------- |
| 115                         | 1                           | 15/09/2024                  |                             | 358 000 (4,2%)              |                             |
| 116                         | 2                           | 22/09/2024                  |                             | 368 000 (4,1%)              |                             |
| 117                         | 3                           | 29/09/2024                  |                             | 357 000 (4,2%)              |                             |
| 118                         | 4                           | 06/10/2024                  |                             | 390 000 (4,2%)              |                             |
| 119                         | 5                           | 13/10/2024                  |                             | 416 000 (4,6%)              |                             |
| 120                         | 6                           | 20/10/2024                  |                             | 411 000 (4,5%)              |                             |
| 121                         | 7                           | 27/10/2024                  |                             | 540 000 (5,4%)              |                             |
| 122                         | 8                           | 03/11/2024                  | Ana Pastor                  | 963 000 (8,9%)              |                             |
| 123                         | 9                           | 10/11/2024                  |                             | 588 000 (6,1%)              |                             |
| 124                         | 10                          | 18/11/2024                  |                             | 615 000 (6,3%)              |                             |
| 125                         | 11                          | 24/11/2024                  |                             | 505 000 (5,0%)              |                             |
| 126                         | 12                          | 01/12/2024                  |                             | 471 000 (4,8%)              |                             |
| 127                         | 13                          | 08/12/2024                  |                             | 514 000 (5,1%)              |                             |
| 128                         | 14                          | 15/12/2024                  |                             | 439 000 (4,4%)              |                             |
| 129                         | 15                          | 22/12/2024                  |                             | 372 000 (3,8%)              |                             |
| 130                         | 16                          | 12/01/2025                  |                             | 476 000 (4,7%)              |                             |
| 131                         | 17                          | 19/01/2025                  |                             | 479 000 (4,7%)              |                             |
| 132                         | 18                          | 26/01/2025                  |                             | 427 000 (4,1%)              |                             |
| 133                         | 19                          | 02/02/2025                  |                             | 470 000 (4,7%)              |                             |
| 134                         | 20                          | 09/02/2025                  |                             | 410 000 (4,2%)              |                             |
| 135                         | 21                          | 16/02/2025                  |                             | 433 000 (4,6%)              |                             |
| 136                         | 22                          | 23/02/2025                  |                             | 467 000 (5,0%)              |                             |
| 137                         | 23                          | 02/03/2025                  |                             | 516 000 (5,1%)              |                             |
| 138                         | 24                          | 09/03/2025                  |                             | 445 000 (4,4%)              |                             |
| 139                         | 25                          | 16/03/2025                  |                             | 386 000 (4,0%)              |                             |
| 140                         | 26                          | 23/03/2025                  |                             | 442 000 (4,4%)              |                             |
| 141                         | 27                          | 30/03/2025                  |                             | 345 000 (3,8%)              |                             |
| 142                         | 28                          | 06/04/2025                  |                             | 387 000 (4,3%)              |                             |
| 143                         | 29                          | 13/04/2025                  |                             | 418 000 (4,7%)              |                             |
| 144                         | 30                          | 27/04/2025                  |                             | 400 000 (4,6%)              |                             |
| 145                         | 31                          | 04/05/2025                  |                             | 414 000 (4,7%)              |                             |
| 146                         | 32                          | 11/05/2025                  |                             | 436 000 (4,4%)              |                             |
| 147                         | 33                          | 18/05/2025                  |                             | 426 000 (4,6%)              |                             |
| 148                         | 34                          | 25/05/2025                  |                             | 366 000 (4,4%)              |                             |
| 149                         | 35                          | 01/06/2025                  |                             | 421 000 (4,6%)              |                             |
| 150                         | 36                          | 08/06/2025                  |                             | 408 000 (4,3%)              |                             |
| 151                         | 37                          | 15/06/2025                  |                             | 508 000 (5,8%)              |                             |
| 152                         | 38                          | 22/06/2025                  |                             | 495 000 (5,6%)              |                             |
| 153                         | 39                          | 29/06/2025                  |                             | 496 000 (5,8%)              |                             |
| 154                         | 40                          | 06/07/2025                  |                             | 404 000 (4,7%)              |                             |